# جارفيس تنر
جارفيس تنر (بالإنجليزية: Jarvis Tyner)‏ (و. 1941 – م) هو سياسي من الولايات المتحدة الأمريكية ولد في فيلادلفيا، بنسيلفانيا.
تولى منصب الحزب الشيوعي الأمريكي .وهو عضو في الحزب الشيوعي الأمريكي .